# Southern Indian Lake

Southern Indian Lake är en sjö i Manitoba i Kanada. Den har en area på 2015 km², öar inräknat, och är belägen 254 meter över havet. Det största djupet mäter 30 meter.
Sjön är den fjärde största i Manitoba och har en komplex strandlinje med många öar, långa halvöar och djupa vikar. Churchillfloden rinner genom sjön. 
Samhället South Indian Lake ligger vid sjöns sydöstra del, cirka 130 kilometer norr om staden Thompson. Det hade 767 invånare 2011 och är den huvudsakliga bosättningen för ett av Kanadas ursprungsfolk, O-Pipon-Na-Piwin Cree Nation.
Sjön och samhället är tillgängligt via South Indian Lake Airport och Manitoba Provincial Road 493. 